# JDSC
株式会社JDSC（ジェイディーエスシー、英: Japan Data Science Consortium Co. Ltd.）は、AI関連事業を行う東証グロース上場企業である。本社は東京都文京区に所在する。

## 概要
JDSCは2018年7月23日に設立され、AIやデータサイエンスを活用したITシステム開発・運用・実装、戦略立案などを事業展開する日本のスタートアップ企業。 「この国は変えられる。わたしたちは、日本をアップグレードする。」をミッションに掲げ、東京大学の知を擁するAl企業として、物流最適化や需要予測、フレイル検知や教育など、基幹産業を中心とした幅広い分野でAIソリューションを提供し、アルゴリズムモジュールの開発とライセンス提供事業、ITシステムの開発と運用事業、データサイエンスに関するビジネスマネジメント事業を行い、業界全体の課題解決にAIを活用し、日本の産業のアップグレードを支援している 。
東京大学とのつながりがあり、東京大学教授の松尾豊や越塚登がアカデミックパートナーとして、東京大学が承認する「技術移転関連事業者」東京大学エッジキャピタル（UTEC）から出資を受けている。
2019年に開催された Forbes JAPAN CEO conference 2019で「みずほ賞」を受賞。
2020年に佐川急便株式会社や東京大学大学院 越塚登研究室・田中謙司研究室、神奈川県横須賀市、グリッドデータバンク・ラボ有限責任事業組合と共同で、世界初の「AI活用による不在配送問題の解消」のフィールド実証実験を行った。
2022年に Google Cloud Buildパートナー認定とGoogle Cloud Partner Advantage のエキスパティーズ プログラム においてサプライチェーン、物流分野のエキスパティーズ認定を取得している。
2023年にデロイト トーマツ グループが発表したテクノロジー・メディア・通信業界の収益（売上高）に基づく成長率のランキング「Technology Fast 50 2022 Japan」で、14位を受賞やトヨタ・モビリティ基金アイデアコンテスト「Make a Move PROJECT」の「Mobility for ALL」部門に採択された。

## 沿革[12]
- 2013年
  - 前身となる一般社団法人日本データサイエンス研究所を設立
- 2018年
  - 7月 - 株式会社日本データサイエンス研究所 設立
  - 11月 - UTECより第三者割当増資を実施
- 2019年
  - 7月 - 学校法人駿河台学園と株式会社トーハン等から第三者割当増資を実施。
  - 11月 - 東京大学 松尾豊研究室の関係者が中心となって運営するVCファンド「Deep30投資事業有限責任組合」から第三者割当増資を実施
- 2020年
  - 3月 - 動画メッセージの送信と、医師の反応の可視化するコミュニケーション・ツール「frontconnect」を開始
  - 6月 - 需要予測ソリューション「demand insight」を開始
  - 10月 - シリーズBラウンドで約29億円を調達
  - 11月 - 社名を「株式会社JDSC」に変更
  - 11月 - 一般社団法人日本経済団体連合会（経団連）に加入
  - 11月 - マーケティング施策のターゲット最適化ソリューション「response insight」を開始
- 2021年
  - 3月 - フレイル検知の実証実験の成果報告会を実施
  - 3月 - 世界初「AI活用による不在配送問題の解消」のフィールド実証実験の結果を発表
  - 12月 - 東京証券取引所マザーズ上場
- 2022年
  - 10月 - 株式会社ファイナンス・プロデュースを連結子会社化
  - 11月 - 三井物産株式会社と合弁会社seawise株式会社を設立
- 2023年
  - 10月 - 株式会社オープンハウスグループと協業発表

## 役員構成[13]
- 代表取締役CEO 加藤エルテス聡志
- 取締役CFO 作井英陽
- 取締役 吉井勇人
- 執行役員 佐藤飛鳥
- 執行役員 城戸崎由美香
- 執行役員 冨長裕久
- 社外取締役 出路貴規
- 社外取締役 田中謙司

## 事業内容[14]
- 機械学習等を活用したアルゴリズムモジュールの開発とライセンス提供事業
- ITシステムの開発と運用事業
- データサイエンスに関する顧問・コンサルティング事業

### 主な顧客事例
- ダイキン工業株式会社[15]
- 中部電力[16]
- 佐川急便株式会社[7]
- 学校法人駿河台学園[17]
- エスエイティーティー株式会社[17]
- ビジョナリーホールディングス[18]
- JERA[19]
- 帝人ヘルスケア株式会社[20]
- イオンリテール株式会社[21]
- ゆこゆこホールディングス株式会社[22]
- 三重県東員町[23]
- 長野県松本市[24]
- 神奈川県横須賀市[25]